# Konrad Gaudenz von Ketteler
Konrad Gaudenz Freiherr von Ketteler (* 1647; † 1689) war ein römisch-katholischer Geistlicher und Domherr in Münster.

## Leben
Konrad Gaudenz Freiherr von Ketteler entstammte dem westfälischen Adelsgeschlecht von Ketteler. Er wurde als 12. Kind des Goswin Ketteler zu Middelburg (1570–1646) und dessen Gemahlin Anna Elisabeth von Neuhoff gen. Ley geboren. Er studierte an der Universität Paderborn, wurde am 9. November 1664 für eine Dompräbende in Münster präsentiert und nahm am 18. November des Jahres diese Pfründe in Besitz. Am 28. Juli 1668 war der Tag der Emanzipation. Konrad Gaudenz war Subdiakon und optierte am 9. September 1680 das Archidiakonat Winterswijk. Er blieb bis zu seinem Tode in beiden Ämtern.